# Litván Nemzeti Szövetség
A Litván Nemzeti Szövetség (litvánul Lietuvių tautininkų sąjunga) politikai párt Litvániában, melyet már 1924-ben megalapítottak. A pártot 1940-ben feloszlatták, amikor a Szovjetunió elfoglalta Litvánián kívül Lettországot és Észtországot, vagyis a három balti országot.
A párt Litvánia függetlenedése után, 1991-ben újra megalakult, de csak az első, 1992-es választásokon tudott bejutni a parlamentbe.
Jelenlegi elnöke Sakalas Gorodeckis.

## Választási eredmények
| Választás éve | Szavazatok száma | Szavazatok aránya | Mandátumok száma | Parlamenti státusz |
| ------------- | ---------------- | ----------------- | ---------------- | ------------------ |
| 1992          | 36 916           | 1,99%             | 4                | ellenzék           |
| 1996          | 28 744           | 2,20%             | 0                | nem jutott be      |
| 2000          | 12 884           | 0,88%             | 0                | nem jutott be      |
| 2004          | 2482             | 0,2%              | 0                | nem jutott be      |
| 2016          | 6867             | 0,56%             | 0                | nem jutott be      |
| 2020+         | 26 767           | 2,36%             | 0                | nem jutott be      |

+ a Litván Középpárttal közös listán
| Választás éve | Szavazatok száma | Szavazatok aránya | Mandátumok száma |
| ------------- | ---------------- | ----------------- | ---------------- |
| 2014          | 22 858           | 2%                | 0                |